# Józef Sierakowski
Józef Sierakowski, född 1765 i Opole, Polen, död 28 maj 1831 i Warszawa, var en polsk greve, statsråd, målare, tecknare och litograf.
Sierakowski var från 1789 och till mitten av 1790-talet legationssekreterare vid den polska beskickningen i Stockholm och blev slutligen polskt statsråd. Under sin tid i Sverige umgicks han flitigt i konstnärskretsarna och figurerar på flera teckningar utförda av Sergel bland annat en karikatyr daterad i Norrköping 1796. Efter polens delning utbildade han sina konstnärliga anlag genom studieresor i Europa. Som konstsamlare ägde han en betydande konstsamling med verk av flera stora europeiska konstnärer som han omkring 1800 skänkte till Vetenskaps- och vitterhetssällskapet i Warszawa. I samlingen som före andra världskriget förvarades vid Warszawas universitetsbibliotek ingick flera av Sierakowskis egna verk. Före kriget var han i Polen representerad vid Polens nationalmuseum, Statens samling i Warszawa, Pawlikowskisamlingen i Lwów och på slottet Sucha. Bland hans teckningar och skisser fanns ett förslag till en uppställning av Sergels Amor och Psykegrupp i det fria i Hagaparken och en bild över monumentet över prinsessan Anna av Sverige i S:t Bernhardskyrkan i Thorn, Herkules och det nemesiska lejonet samt sitt eget visitkort alla utförda i akvatint. Sierakowski är representerad vid Kungliga biblioteket i Stockholm.